# بيتر أوغيلفي
بيتر أوغيلفي هو عداء سريع كندي، ولد في 2 مايو 1972 في برنابي في كندا.

## وصلات خارجية
- بيتر أوغيلفي على موقع الاتحاد الدولي لألعاب القوى (الإنجليزية)
- بيتر أوغيلفي على موقع الاتحاد الكندي لألعاب القوى (الإنجليزية)
- بيتر أوغيلفي على موقع اللجنة الأولمبية الدولية (الإنجليزية)
- بيتر أوغيلفي على موقع أوليمبيديا (الإنجليزية)
- بيتر أوغيلفي على موقع اللجنة الأولمبية الكندية (الإنجليزية)
- بيتر أوغيلفي على موقع اتحاد ألعاب الكومنولث (مؤرشف) (الإنجليزية)